# Wasserball-Europameisterschaft 1958
Die 9. Wasserball-Europameisterschaft 1958 fand vom 31. August bis 6. September in Budapest (Ungarn) statt. Insgesamt spielten vierzehn Teams um den Europameistertitel. Sieger des Turniers wurde wie vor vier Jahren die Mannschaft aus Ungarn.

## Turnierteilnehmer
| Gruppe A       | Gruppe B    | Gruppe C                        | Gruppe D   |
| -------------- | ----------- | ------------------------------- | ---------- |
| Niederlande    | Deutschland | Sowjetunion                     | Italien    |
| Ungarn         | Polen       | Deutsche Demokratische Republik | Spanien    |
| Großbritannien | Jugoslawien | Österreich                      | Frankreich |
| Belgien        | Bulgarien   |                                 |            |

## Endergebnis
| Platz | Land              | Flagge                                         | Code |
| ----- | ----------------- | ---------------------------------------------- | ---- |
| 1.    | Ungarn            | Ungarn                                         | HUN  |
| 2.    | Jugoslawien       | Jugoslawien Sozialistische Föderative Republik | YUG  |
| 3.    | Sowjetunion       | Sowjetunion 1955                               | SUN  |
| 4.    | Italien           | Italien                                        | ITA  |
| 5.    | Deutschland (DDR) | Deutschland Demokratische Republik 1949        | GDR  |
| 6.    | Niederlande       | Niederlande                                    | NED  |
| 7.    | Deutschland (BRD) | Deutschland                                    | FRG  |
| 8.    | Frankreich        | Frankreich                                     | FRA  |
| 9.    | Polen             | Polen 1944                                     | POL  |
| 10.   | Belgien           | Belgien                                        | BEL  |
| 11.   | Österreich        | Osterreich                                     | AUT  |
| 12.   | Spanien           | Spanien 1945                                   | ESP  |
| 13.   | Großbritannien    | Vereinigtes Konigreich                         | GBR  |
| 14.   | Bulgarien         | Bulgarien 1948                                 | BUL  |

Budapest 1926 |
Bologna 1927 |
Paris 1931 |
Magdeburg 1934 |
London 1938 |
Monte Carlo 1947 |
Wien 1950 |
Turin 1954 |
Budapest 1958 |
Leipzig 1962 |
Utrecht 1966 |
Barcelona 1970 |
Wien 1974 |
Jönköping 1977 |
Split 1981 |
Rom 1983 |
Oslo 1985 (Frauen) |
Sofia 1985 (Männer) |
Straßburg 1987 |
Bonn 1989 |
Athen 1991 |
Sheffield / Leeds 1993 |
Wien 1995 |
Sevilla 1997 |
Florenz / Prato 1999 |
Budapest 2001 |
Kranj / Ljubljana 2003 |
Belgrad 2006 |
Málaga 2008 |
Zagreb 2010 |
Eindhoven 2012 |
Budapest 2014 |
Belgrad 2016 |
Barcelona 2018 |
Budapest 2020 |
Split 2022 |
Zagreb / Dubrovnik / Eindhoven 2024